# Resoviaornis
Resoviaornis – rodzaj niewielkiego ptaka wróblowego żyjącego we wczesnym oligocenie, około 29 mln lat temu, w Europie.
Gatunkiem typowym rodzaju jest R. jamrozi, opisany na podstawie niemal kompletnego okazu znajdującego się w Muzeum Skamieniałości i Minerałów w Dubiecku (skatalogowanego jako MSMD Av WR-9a + b). Skamieniałość odkryto w Woli Rafałowskiej, na południowy wschód od Rzeszowa, na lewym brzegu strumienia będącego dopływem Strugu. Nazwa gatunku odnosi się do miejsca odkrycia holotypu, a także honoruje Albina Jamroza, który odkrył skamieniałość.
Resoviaornis miał stosunkowo smukły dziób i duże oczy, większe niż u współczesnych sikor. Puszka mózgowa jest krótka, lecz szeroka, a brzeg nadoczodołowy – dobrze widoczny. Obecnych jest co najmniej 15 kręgów przedkrzyżowych. Ułożenie pięciu kręgów tułowiowych przypomina notarium, choć nie wiadomo, czy rzeczywiście były ze sobą zrośnięte. Resoviaornis miał tylko pięć (lub być może sześć) kręgów ogonowych, mniej niż współczesne wróblowe. Kości ramienne są stosunkowo bardzo masywne, z względnie krótkim grzebieniem naramiennym, ustawionym pod kątem do trzonu kości. Tibiotarsus jest najdłuższym elementem stosunkowo długich kończyn tylnych. Kombinacja cech występujących u pierwowróblowców i śpiewających utrudnia ustalenie pozycji filogenetycznej Resoviaornis wśród wróblowych.
Resoviaornis osiągał niewielkie rozmiary – wielkością dorównywał sikorze modrej, co oznacza, że był mniejszy od innych paleogeńskich wróblowych, takich jak Wieslochia i Jamna, z którymi prawdopodobnie nie jest blisko spokrewniony. Stosunkowo lekko zbudowany dziób sugeruje, że Resoviaornis był ptakiem owadożernym lub owocożernym, lecz nie ziarnojadem. Względnie długie kończyny tylne wskazują, że większość czasu spędzał na ziemi. Kości holotypu nie noszą śladów działalności drapieżników i padlinożerców – dobry stan ich zachowania sugeruje szybkie pogrzebanie ciała ptaka na dnie morza.